# Girls
Girls ist eine US-amerikanische Comedy-Fernsehserie von Lena Dunham für den Kabelsender HBO.

## Hintergrund
Dunham entwickelte die Serie, inspiriert von Sex and the City und Gossip Girl, und mit autobiografischen Elementen versehen. Sie spielt die Hauptrolle der Hannah Horvath. Die Erstausstrahlung erfolgte am 15. April 2012 bei HBO. In Deutschland wird seit dem 17. Oktober 2012 eine synchronisierte Fassung der Serie beim Bezahlfernsehsender Glitz* ausgestrahlt. Die zweite Staffel folgte bei Glitz* ab dem 15. Mai 2013. Eine Ausstrahlung der ersten Staffel im Free-TV erfolgte in zwei Teilen am 13. und 14. Juli 2013 auf ZDFneo. Die zweite Staffel lief auf ZDFneo von Oktober bis November 2013.

## Handlung
Hannah Horvath ist eine Frau Mitte 20, deren Eltern ihr die finanzielle Unterstützung entziehen, damit sie sich zwei Jahre nach dem College endlich auf eigene Füße stellt. Hannah jobbt in diversen Büroumfeldern und versucht parallel, eine Schriftstellerkarriere aufzubauen. Gemeinsam mit ihren drei engsten Freundinnen versucht sie, das Leben in Brooklyn (New York City) zu meistern.
Im Zentrum der zehn Episoden der ersten Staffel steht die Selbstfindung der vier Frauen und ihre Positionierung zu Sexualität und Partnerbeziehungen. Die für den amerikanischen Markt ungewöhnlich offen gefilmten erotischen Szenen, das chaotische Leben in einer Wohngemeinschaft, der überquellende Rededrang von Shoshanna, die Promiskuität der weit gereisten Jessa und die Biederkeit von Marnie geben Girls die Anmutung einer Sozialstudie. Was die filmische Behandlung von Partnerschaft angeht, erinnert Girls an die ebenso von HBO erstgesendete und von einer Frau geschriebene Serie Tell Me You Love Me. Als Grundthema zieht sich durch Girls das Leben in der Großstadt im Kontrast zum Leben in der Provinz, wo Hannah Horvath aufwuchs. Insbesondere ihr Freund Adam vertritt das radikale Lebensgefühl des New Yorkers.

## Produktion
Zwei Tage vor der Premiere der dritten Staffel gab der Kabelsender HBO die Produktion einer vierten Staffel bekannt.
Am 6. Januar 2016 kündigte HBO die Dreharbeiten für eine sechste und letzte Staffel an, welche 2017 ausgestrahlt wurde.

## Besetzung und Synchronisation
In den vier weiblichen Hauptrollen sind Lena Dunham als Hannah Horvath, Allison Williams als Marnie Michaels, Jemima Kirke als Jessa Johansson und Zosia Mamet als Shoshanna Shapiro zu sehen. Weitere Hauptdarsteller sind Adam Driver als Adam Sackler, Andrew Rannells als Elijah Krantz und Alex Karpovsky als Ray Ploshansky. Weiter wichtige und wiederkehrende Darsteller sind u. a. Jake Lacy als Fran, Peter Scolari und Becky Ann Baker als Hannahs Eltern Tad und Loreen Horvath, Ebon Moss-Bachrach als Desi, Gaby Hoffmann als Adams Schwester Caroline, Jon Glaser als Laird, Rita Wilson als Marnies Mutter Evie oder Chris O’Dowd als Thomas-John.

Die deutsche Synchronisation entstand nach einem Dialogbuch von Andreas Hinz und unter der Dialogregie von Marika von Radvanyi durch die Synchronfirma Lavendelfilm in Potsdam.

Hauptbesetzung von Girls
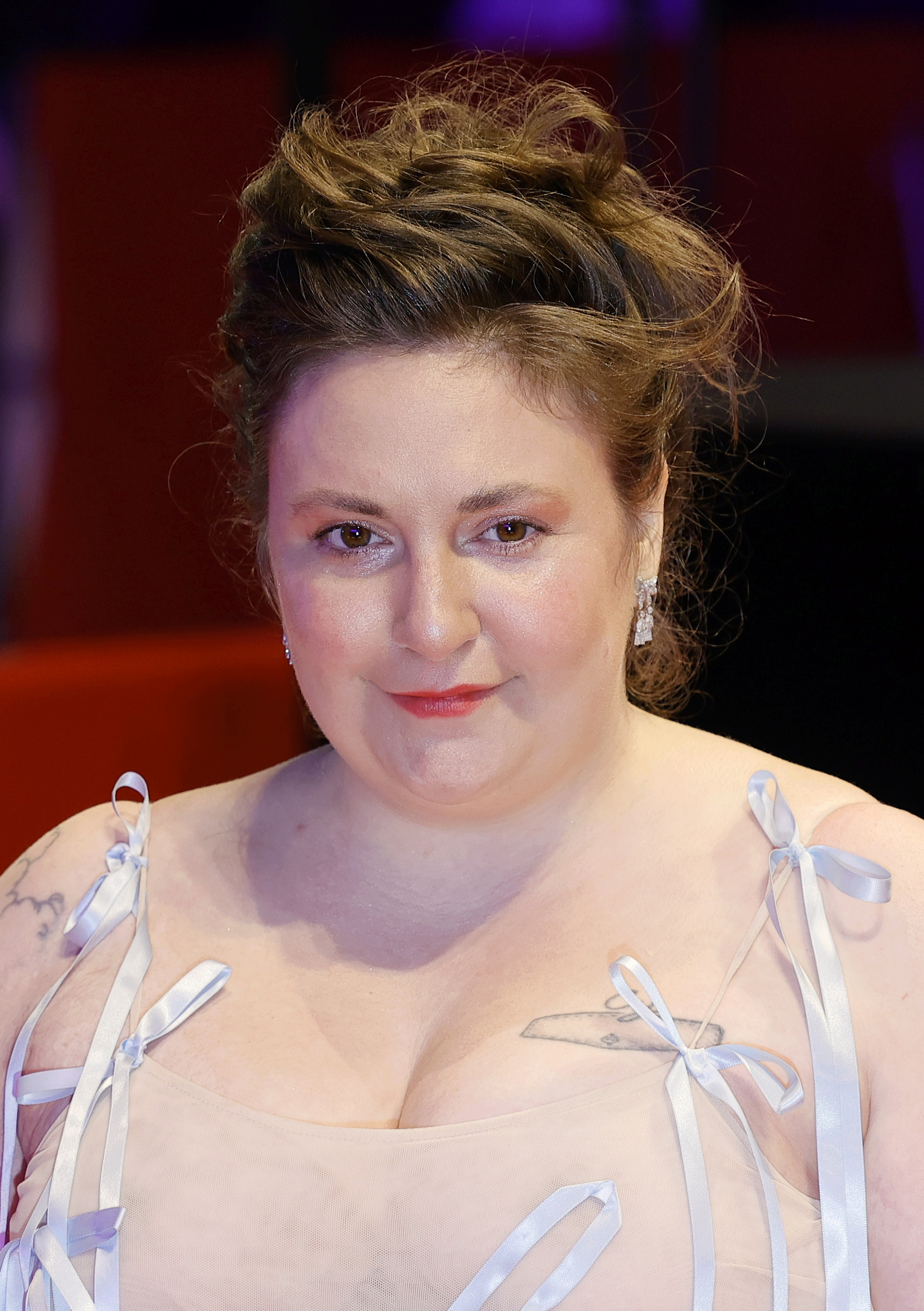
Lena Dunham als Hannah
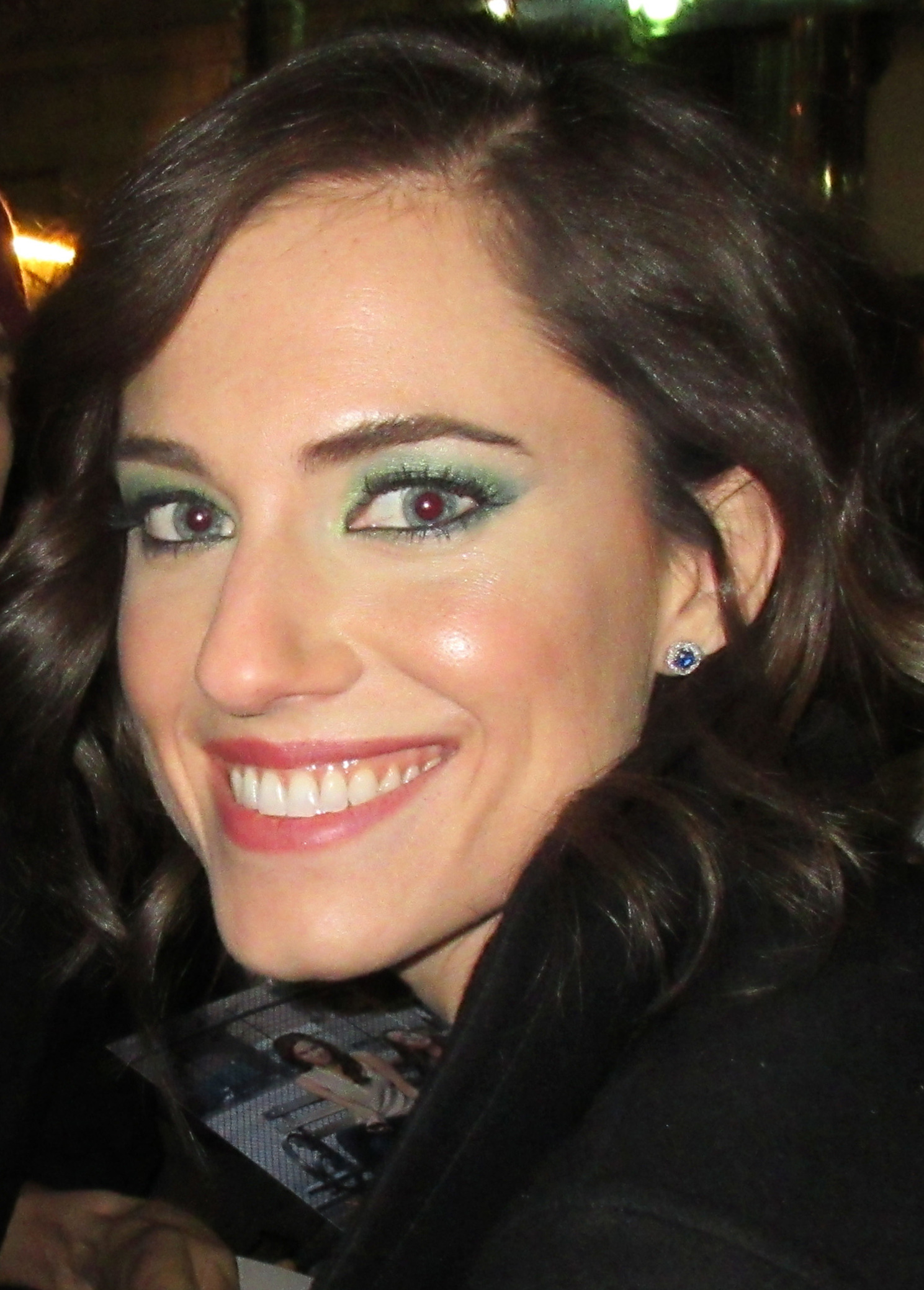
Allison Williams als Marnie
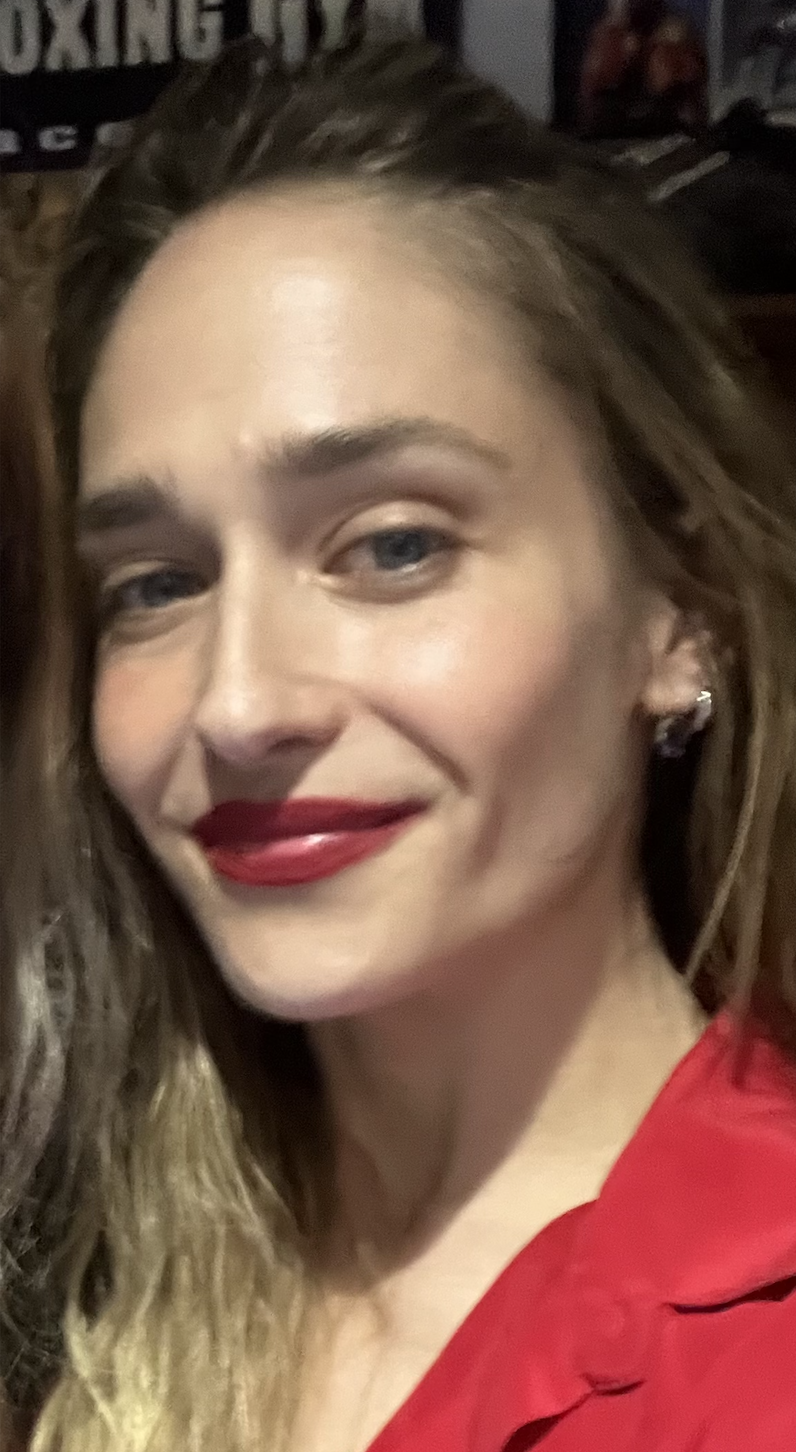
Jemima Kirke als Jessa
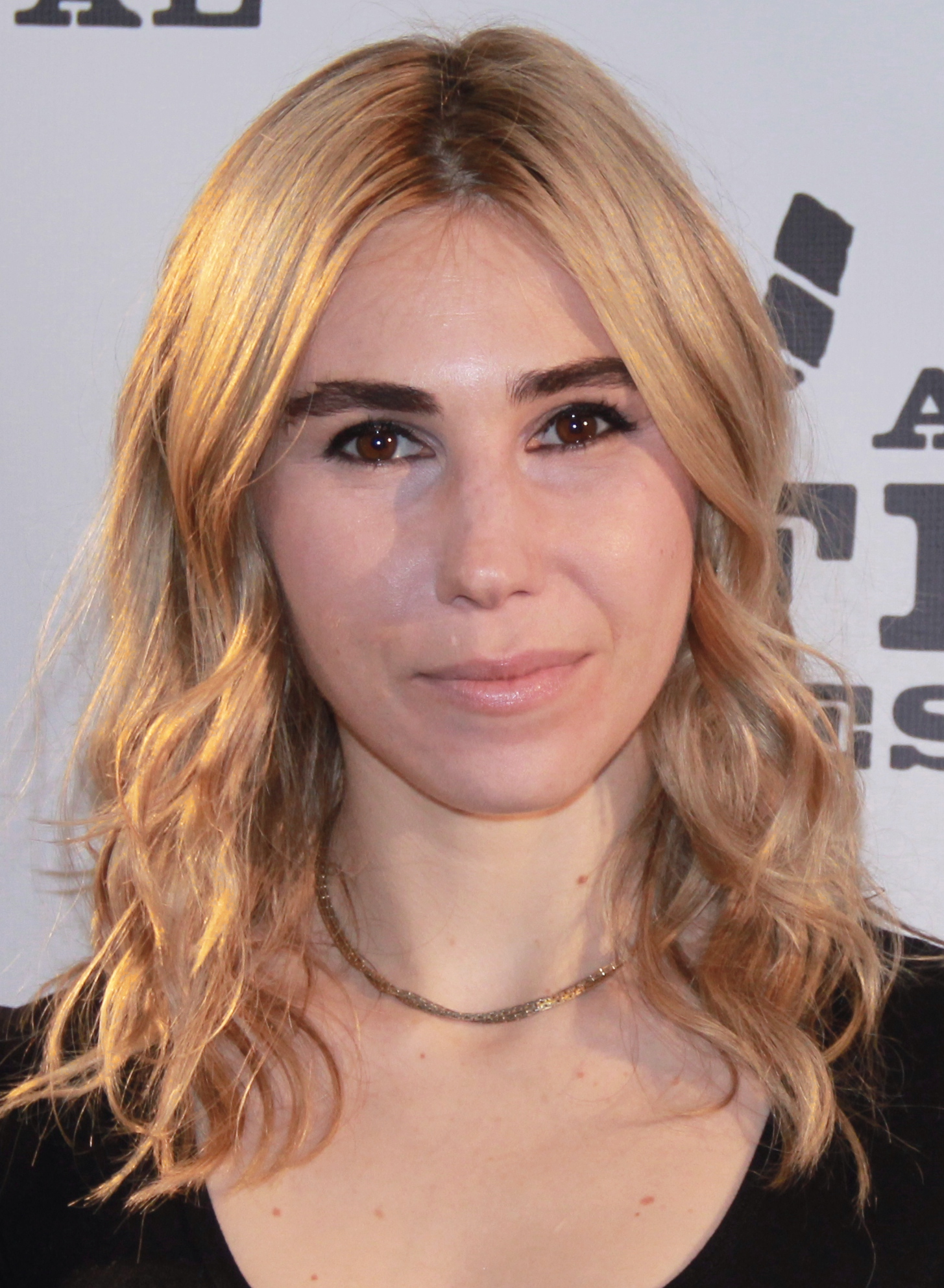
Zosia Mamet als Shoshanna
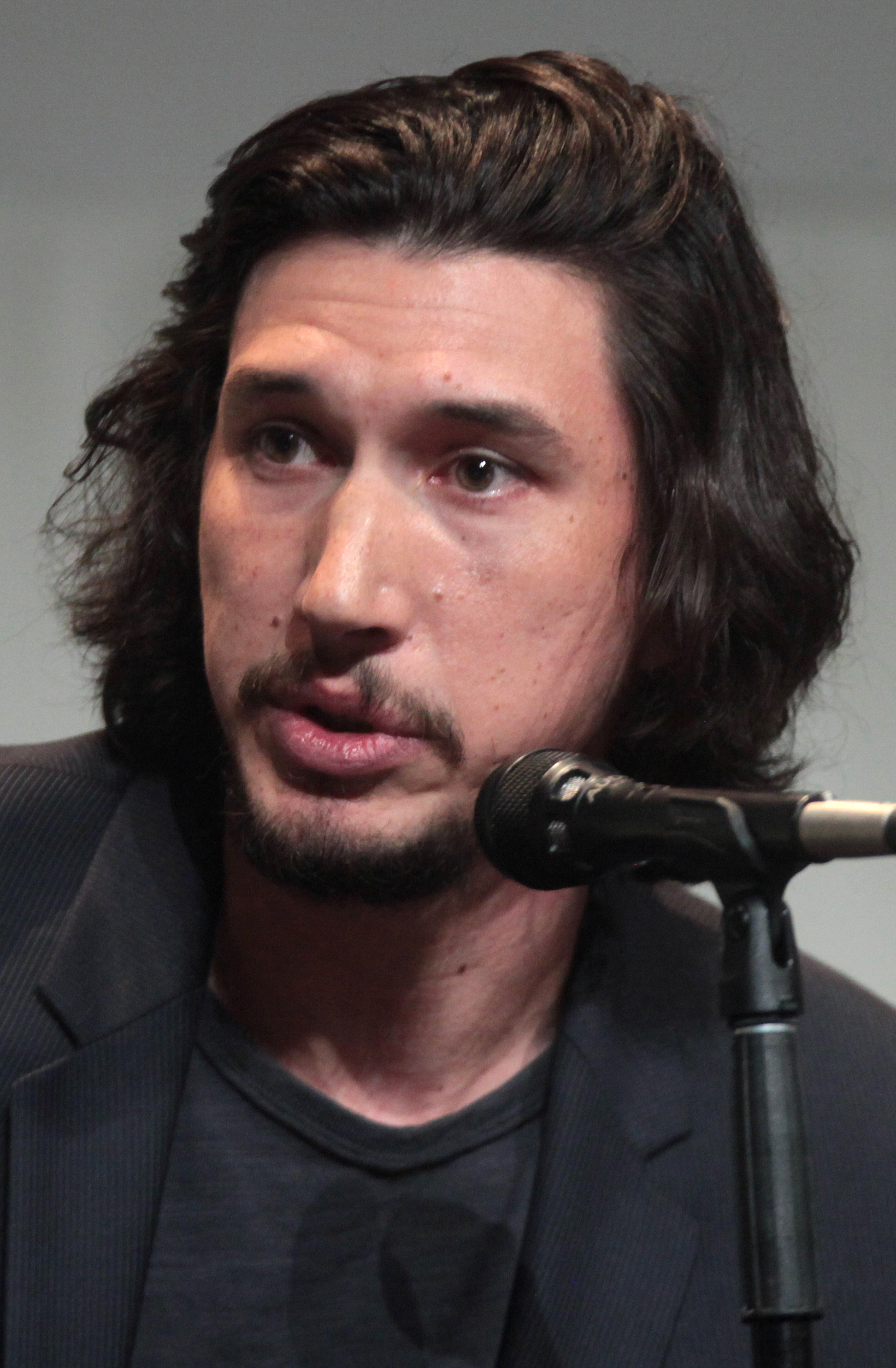
Adam Driver als Adam
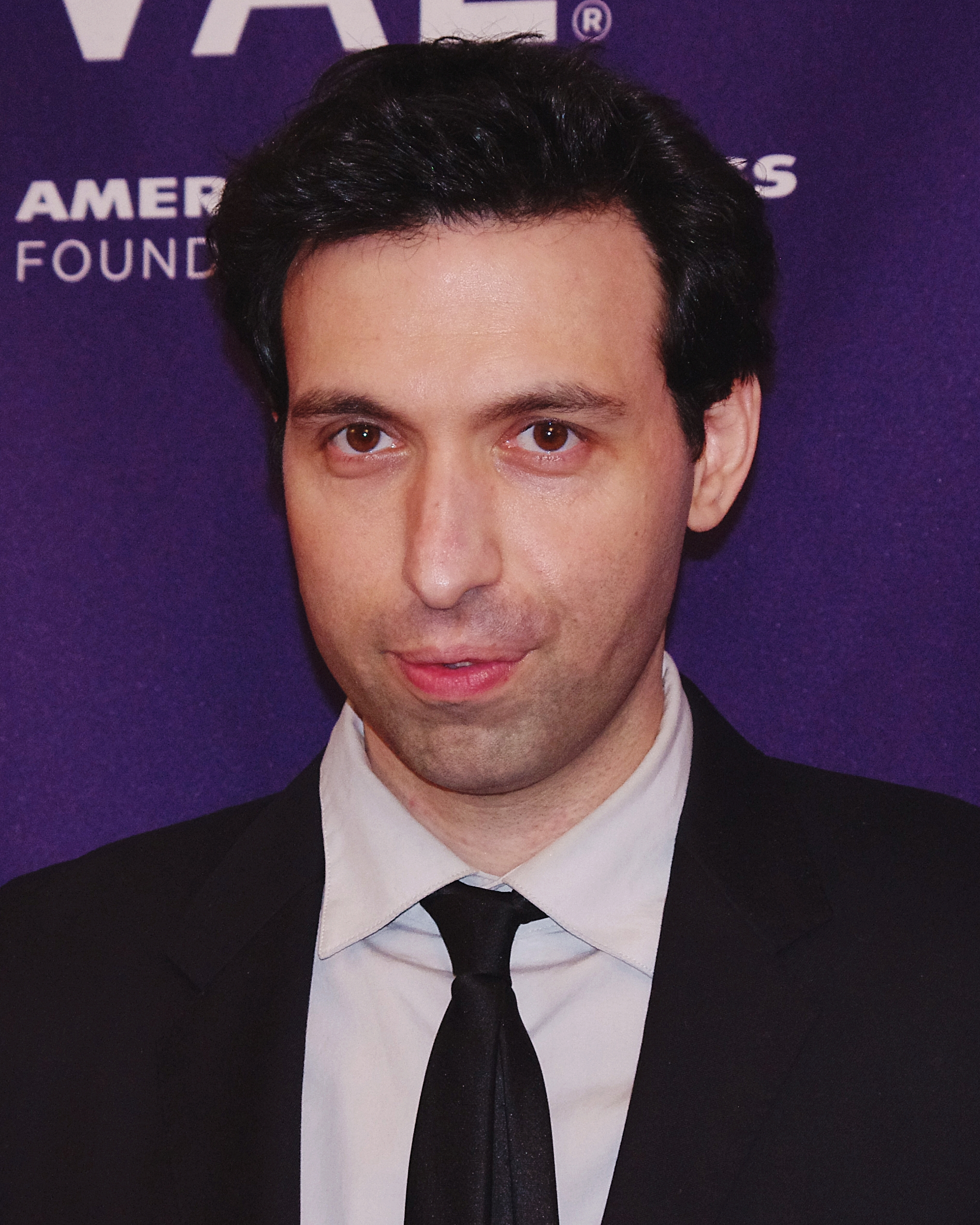
Alex Karpovsky als Ray
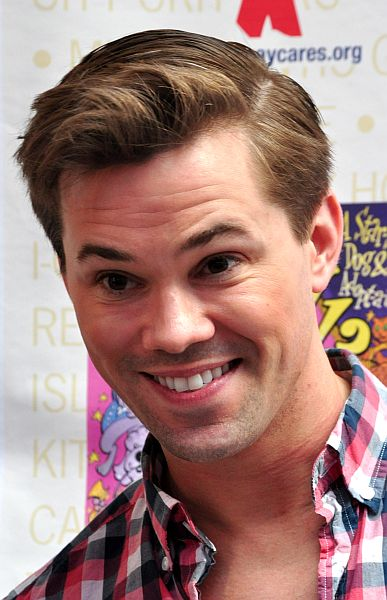
Andrew Rannells als Elijah

## Rezeption

### Kritik
| Staffel | Rotten Tomatoes | Metacritic |
| ------- | --------------- | ---------- |
| 1       | 94 %            | 87 %       |
| 2       | 94 %            | 84 %       |
| 3       | 91 %            | 76 %       |
| 4       | 83 %            | 75 %       |
| 5       | 86 %            | 73 %       |
| 6       | 90 %            | 79 %       |

## Auszeichnungen
Emmyverleihung
- 2012: Outstanding Casting for a Comedy Series

AFI-Awards
- 2013: TV Program of the Year

Golden Globe Award
- 2013: Best Television Series – Musical or Comedy
- 2013: Best Performance by an Actress in a Television Series – Musical or Comedy – Lena Dunham

## DVD- und Blu-ray-Veröffentlichungen
Vereinigte Staaten
- Staffel 1 erschien am 11. Dezember 2012
- Staffel 2 erschien am 13. August 2013
- Staffel 3 erschien am 6. Januar 2015

Großbritannien
- Staffel 1 erschien am 4. Februar 2013
- Staffel 2 erschien am 12. August 2013
- Staffel 3 erschien am 12. Januar 2015

Deutschland
- Staffel 1 erschien am 26. April 2013
- Staffel 2 erschien am 8. November 2013
- Staffel 3 erschien am 19. Februar 2015
- Staffel 4 erschien am 18. Februar 2016